# (73174) 2002 HG3
(73174) 2002 HG3 – planetoida z pasa głównego asteroid okrążająca Słońce w ciągu 3,78 lat w średniej odległości 2,43 j.a. Odkryta 16 kwietnia 2002 roku.